# Dobsa Sándor
Dobsa Sándor (Szeged, 1934. január 10. – Budapest, 2005. május 24.) magyar zongorista, zeneszerző. A Stúdió 11 egyik alapítója.

## Élete
Hatéves korában kezdett zongorázni tanulni, előbb zeneiskolában, majd zeneművészeti szakiskolában, majd pedig elvégezte a Liszt Ferenc Zeneművészeti Főiskolát is, ahol tanári és művészi diplomát szerzett.
Még főiskolás korában a Thököly úti Szeged étteremben a világ egyik legjobb gitárosával, Szabó Gáborral vendéglátózott. Széles volt a repertoárjuk, és a napi divatos slágereket pontosan játszották, olyan klasszikusokat, mint a Bolyongok a város peremén, a Kék ég, a Valaki szeret engem vagy a My Fair Ladyből a Ma éjjel táncolnék című dalokat. Fiatal zongoristaként pontosan játszott, de gyakran improvizációt is belecsempészett a dallamokba. Zsoldos Imre trombitás itt hallotta muzsikálni, és meghívta a Magyar Rádió Tánczenekarába. 1958-ban ezt fogadta el, nem a Művelődési Minisztérium által felajánlott veszprémi és nagykőrösi tanári állások közül választott.
Sokféle stílust megtanult, számokat hangszerelt, saját dalokat komponált. Az akkoriban klasszikus big bandet játszó zenekarban olyanokkal dolgozott együtt, mint a Zsoldos fivérek, Berki Géza vagy Slotthauer József. Az akkori zenekar nem volt alkalmas bizonyos zenei stílusokra (lírai szerenádok, sanzonok), ezért 1963-ban Zsoldossal létrehozta a Stúdió 11 együttest, amelynek nevét is ő adta. Olyan remek zenészeket szerveztek be, mint Söptei Géza, a szaxofonos Csepregi Gyula, a zongorista ifj. Rátonyi Róbert, a basszusgitáros Balázs Gábor vagy a dobos Debreceni Csaba. A tizenegy fős csapattal bejárta az egész világot, Ausztráliától az Amerikai Egyesült Államokig, Németországtól Hollandiáig. Sok híres előadóművész előadását kísérte. 2005 elejétől a Stúdió 11 zenekar örökös vezetője volt.

## Televíziós és filmes munkái

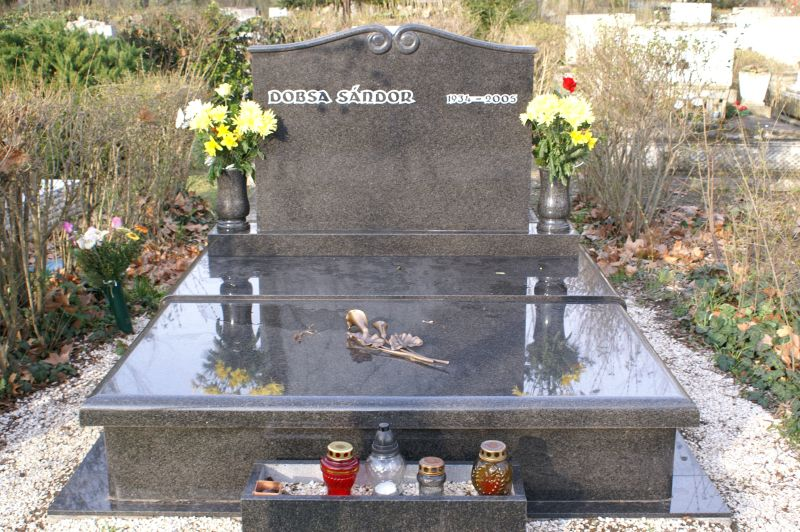
Dobsa Sándor sírja Budapesten, Megyeri temető: 22/0/1/98-99

Dolgozott a Magyar Televízióban és a Hunnia Filmgyárban is. Cameoszerepet is játszott néhány filmben. A Mici néni két életében egy eszpresszó teraszán zongorázott a Kiss Manyi és Páger Antal által megszemélyesített figuráknak, Szabó István egy 1938-ban játszódó angol filmjében a teljes zenekarral szerepelt; egy mulatóban a háttérzenét szolgáltatták. Dobsa Sándor nevéhez kötődik A régi idők focija című film teljes zenei kísérete, valamint Polgár Tibor filmjében az Énmellettem elaludni nem lehet című sláger is, amelyet az örökifjú Psota Irén előadása tett híressé.
„Több mint 150 szerzeményéből készült rádiófelvétel, több ezer dalt hangszerelt, a zenekarral a hazai könnyűzenei élet valamennyi rangosabb eseményén – többek között az örökzöld slágereket ránk hagyó Táncdalfesztiválokon – részt vett.”

## Elismerései
- A Magyar Köztársasági Érdemrend kiskeresztje (1996)
- eMeRTon-díj – életműdíj (1998)
- Bilicsi-díj (2004)